# 生成效應
生成效应是一種記憶力現象，是指相對於從簡單閱讀中得到的信息，人們更容易記住自己的头脑中产生的信息。研究人员一直在努力解释为什么大腦生成的信息比阅读得到的信息更容易被记住，但没有一个解释能完全令人信服。